# بیابانک
بیابانک روستایی تاریخی و احتمالاً با قدمتی چند هزار ساله و از روستاهای بخش هفدر شهرستان سرخه در استان سمنان است. این روستا از مناطق گردشگری است و امامزاده و مساجد و آب‌انبار باسازی شده آن از جمله آثار باستانی این منطقه است. ایستگاه راه‌آهن بیابانک (در مسیر راه‌آهن تهران مشهد) در مجاورت این روستا قرار دارد.

## موقعیت جغرافیایی
بیابانک در ۲۹ کیلومتری جنوب غربی شهر سمنان (۶ کیلومتری جنوب شرقی شهر سرخه) در دهستان مومن‌آباد در شهرستان سرخه جای دارد.

### نحوه دسترسی

##### راه‌آهن
ایستگاه راه‌آهن بیابانک در مسیر راه‌آهن تهران مشهد، آخرین ایستگاه قبل از ایستگاه سمنان است. فاصله ایستگاه تا روستا در حدود دو کیلومتر است که هیچ حمل و نقل عمومی در این محدوده وجود ندارد و تردد محلی نیز بسیار به ندرت انجام می‌شود. قطارهای سریع‌السیر یا قطارهای ویژه معمولاً در این ایستگاه توقف ندارند لذا باید قبل از سوار شدن به قطار از این موضوع اطمینان حاصل نمود.

##### اتوبوس‌های بین شهری
اتوبوس‌های بین شهری تهران-سمنان از مبدأ ترمینال جنوب در تهران حرکت می‌کنند. این اتوبوس‌های در پلیس راه شهر سرخه جهت ثبت اطلاعات ناوگان حمل و نقل عمومی توقف دارند. فاصله میان شهر سرخه تا روستای بیابانک حدود ۷ کیلومتر است که هیچ حمل و نقل عمومی در این محدوده وجود ندارد اما تردد محلی در جریان است.

#### وسیله نقلیه شخصی
در صورت حرکت از تهران به سمت مشهد، پس از رسیدن به شهر سرخه، از جاده خارج شده و وارد شهر شده و به تابلو راهنمای جهت روستای بیابانک توجه شود. فاصله روستا تا شهر سرخه ۷ کیلومتر بوده و دارای جاده آسفالت است.
در صورت حرکت از مشهد به سمت تهران، پس از عبور از شهر سمنان و پس از طی مسیر حدود ۵ کیلومتر، به تابلوی راهنمای جاده روستای بیابانک توجه گردد. این جاده از سمت چپ از جاده اصلی جدا شده و طول آن حدود ۱۵ کیلومتر است و پس از پشت سر گذاشتن روستای صوفی آباد به روستای بیابانک می‌رسد.

## جمعیت
بر پایه سرشماری سال ۱۳۸۵ جمعیت این روستا ۳۵۲ نفر (۱۳۱ خانوار) بوده‌است.

## زبان و فرهنگ
زبان سمنانی
گویش بیابانک، کلمات خاص خودراهم دارد مثلاً به جای کرد ازواژه کرچ استفاده می‌کنند.

## آثار باستانی و جاذبه‌های گردشگری
- آب‌انبارهای مرکزی و قدیمی
- یخچال قدیمی
- قلعه سعادت آباد
- کویر نوردی

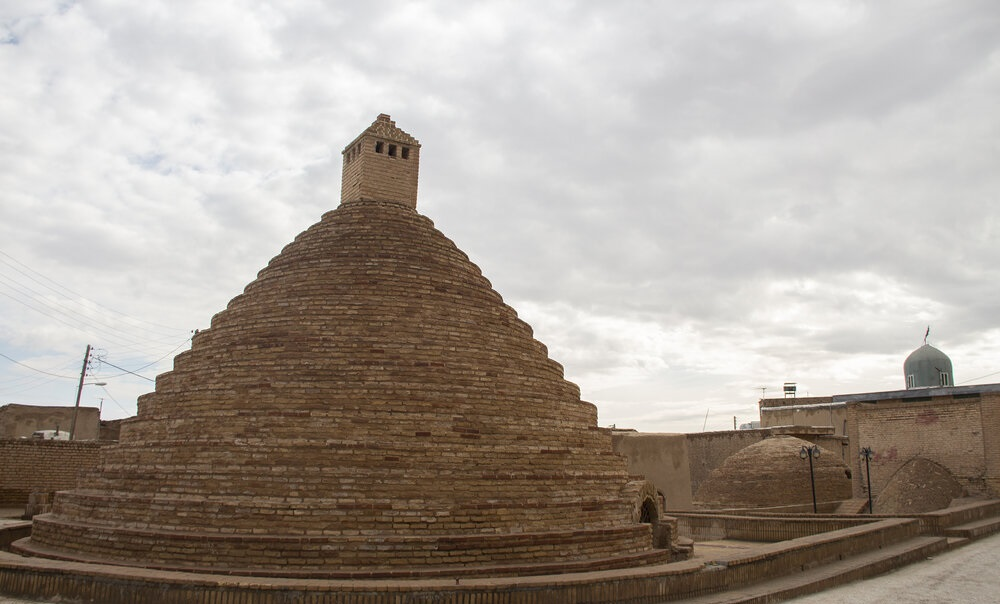
آب انبار بیابانک

- رصد آسمان و نجوم (به دلیل میزان بسیار پایین آلودگی نوری، کویر مجاور این روستا مورد توجه منجمین و علاقمندان به نجوم قرار دارد)
- نمک دره
- صخره عقاب
- کویر کوه سرخ و تندیس طبیعی پرنده همای سعادت در استان سمنان واقع است. این منطقه شامل پدیده‌های زمین‌شناسی مختلف از جمله فرسایش تونلی، بدلند و اشکال شبه کارست است که در نوع خود در کشور کم‌نظیر است. آب در این نقطه کاملاً اشباع شده از نمک و گچ است. آب رودخانه شوراب همانند دوغاب گچ در مسیل جریان دارد. در کناره‌های رودخانه نیز لایه ضخیمی از لایه‌های نمکی، سطحی صاف و صیقلی و سفید رنگ را به وجود آورده‌است. این لایه بسیار نرم است. در کیومتر ۲۲ از ابتدای جاده خاکی، رودخانه شوراب مسیر تردد خودروها را بریده‌است. با خودروهای سواری امکان عبور از آن وجود ندارد و می‌بایست از این نقطه پیاده‌روی در کویر را آغاز کرد. کوه سرخ در ۵ کیلومتری جنوب شوراب قرار دارد و از این منطقه به وضوح قابل مشاهده است. صخره‌ای که بر اثر وزش باد به شکل یک عقاب بسیار زیبا درآمده‌است و اگر شما این صخره را از کمی بالاتر ببینید عقابی را می‌بینید که بال‌های خود را به صورت نیمه باز درآورده و شاید کسی باور نکند که این منظره به صورت طبیعی شکل گرفته‌است وساخته دست انسان نیست.

### کارناوال‌ها، جشنواره‌ها و تجمعات مذهبی فرهنگی
- جشنواره گولاچ
- مناسبت مذهبی تاسوعا و عاشورا

## مشاهیر
- شیخ علاء الدوله بیابانکی
- شهید مهندس ارسلان راحمی